# Max Miedinger
Max Alfons Miedinger (Zurigo, 24 dicembre 1910 – Zurigo, 8 marzo 1980) è stato un designer e disegnatore di caratteri tipografici svizzero.
È noto soprattutto per essere stato il disegnatore, con Eduard Hoffmann, del carattere tipografico Helvetica, nel 1957.

Helvetica, carattere tipografico ideato e sviluppato da Max Miedinger

## Biografia
Tra il 1926 e il 1930 conseguì un apprendistato come tipografo e successivamente frequentò le scuole serali alla Kunstgewerbeschule di Zurigo.
Fu assunto come tipografo allo studio pubblicitario Globus di Zurigo. Divenne poi consulente e rappresentante per la fonderia
Haas'sche Schriftgießerei di Münchenstein, fino al 1956, anno in cui iniziò l'attività di artista grafico freelance a Zurigo.
Durante la sua carriera, Miedinger disegnò i caratteri Helvetica, Pro Arte, Horizontal, Swiss 921, Swiss 721, Monospace 821 e Miedinger.